# Actief Linkse Studenten
De Actief Linkse Studenten (& Scholieren) (ALS), in het Frans Étudiants de Gauche en Action (EGA), is een Belgische politieke jongerenbeweging gelieerd aan de LSP.

## Geschiedenis
De organisatie ontstond in 1975 als studentenorganisatie in de schoot van de BSP. In 1976 verkoos een meerderheid van de leden een marxistische benadering boven de sociaaldemocratische tendens binnen de toenmalige BSP. Hierop besloot de BSP de organisatie buiten de partij te plaatsen.
In 1991 was de ALS betrokken in de Blokbuster-campagne, in 1995 in de solidariteitsactie met de Boelwerfarbeiders aan de Universiteit Gent en in 2001 in de andersglobalisatieacties met de campagne Internationaal Verzet. In 2005 werd er samen met de vakbonden de jongerenmars voor werk georganiseerd en in 2012 was er de campagne TegenGAS, naar aanleiding van de invoering van de Gemeentelijke administratieve sancties.
Daarnaast waren er acties rond de Bolognaverklaring in het hoger onderwijs, de verhoging van het inschrijvingsgeld door minister van onderwijs Hilde Crevits in september 2014 en een mars tegen PEGIDA. Ten slotte organiseert de ALS jaarlijks anti-NSV-betogingen.

## Structuur
De organisatie is gevestigd in de Leopold II-laan 44-46 te Sint-Jans-Molenbeek en is gelieerd aan de LSP-PLS. Er zijn kernen in onder meer Antwerpen, Brussel, Gent en Leuven. Tevens is de organisatie actief (en erkend) op verschillende universiteiten, waaronder de UGent, KULeuven en de VUB. De activiteiten zijn voornamelijk gericht op vorming, maar komen ook tot uiting in acties rond sociale thema's, zoals seksisme, onderwijs, racisme en leefmilieu. De Franstalige tegenhanger is de Etudiants de Gauche Actifs (EGA). Vanuit de ALS werd Internationaal Verzet opgericht, een socialistische antikapitalistische jongerenorganisatie. Deze organisatie maakte op haar beurt weer deel uit van een internationale campagne.